# Parafia Matki Bożej Różańcowej w Zwonowicach
Parafia Matki Bożej Różańcowej w Zwonowicach – parafia rzymskokatolicka w dekanacie golejowskim, istniejąca od 29 marca 1964 roku.

## Historia
W latach 1983–1989 wybudowano nowy kościół. Ze względu na zwiększony ruch kapliczkę rozebrano w roku 1996, a w jej miejsce powstało rondo z figurą św. Jana Nepomucena.

### Proboszczowie
- ks. Antoni Gasz, lokalista (1942–1950),
- ks. Oswald Niedziela, lokalista (1950–1954),
- ks. Jerzy Stefani, proboszcz z Lysek, w latach 1954–1956 prowadził duszpasterstwo w Zwonowicach,
- ks. Antoni Kraus, lokalista (1956–1962),
- ks. Kazimierz Wyciślik, ekspozyt (1962–1964), administrator (1964–1978),
- ks. Antoni Pieczka, proboszcz (1978–1995),
- ks. Roman Gołąb, administrator (1995–1997), proboszcz (1997–2013),
- ks. Józef Frelich, proboszcz (od 2013–nadal).